# Halone nephobola
Halone nephobola là một loài bướm đêm thuộc phân họ Arctiinae, họ Erebidae.